# Польове (Магаданська область)
Польове (рос. Полевой) — селище в Ягоднинському районі Магаданської області.
Населення — 1 особа (2010).

## Географія
Географічні координати: 62°47' пн. ш. 148°47' сх. д. Часовий пояс — UTC+10.
Відстань до районного центру, селища Ягодне, становить 60 км, а до обласного центру — 583 км. Через селище протікає річка Світла.

## Населення
За даними перепису населення 2010 року на території селища проживала 1 особа. Частка чоловіків у населенні складала 100% або 1 особа.